# Phare de Cape Mudge
Le phare de Cape Mudge est un phare situé à la pointe sud-ouest de l'île Quadra dans le passage Discovery un chenal du Passage Intérieur à l'est de l'île de Vancouver, dans le District régional de Strathcona (Province de la Colombie-Britannique), au Canada.
Ce phare est géré par la Garde côtière canadienne .
Ce phare patrimonial  est répertorié par la Loi sur la protection des phares patrimoniaux (en)  en date du 29 mai 2015.

## Histoire
Le premier phare, de 1898, était une maison de gardien de deux étages avec une lanterne sur le toit. Le phare marque l'entrée du large Détroit de Géorgie au Passage Discovery, la première section étroite du Passage Intérieur. Les bâtiments actuels d'habitation et celui de la corne de brume ont été reconstruits en 1916.
En septembre 2009 le gouvernement avait annoncé que la station serait désaffectée pour réduire les coûts. Mais après des protestations diverses ce plan a été abandonné.

## Description
Le phare est une tour octogonale blanche, avec une galerie et lanterne rouge, de 12 m de haut. Il émet, à une hauteur focale de 17,5 m, un éclat intense blanc et rouge (selon secteur) toutes les 5 secondes. Sa portée nominale est de 13 milles nautiques (environ 24 km).
Cette station légère est pourvue de personnel dans deux bâtiments de deux étages. Accessible par le ferry de Campbell River, le phare est parfois ouvert aux visites guidées pendant l'été.
Identifiant : ARLHS : CAN-100 - Amirauté : G-5580 - NGA : 12560 - CCG : 0511 .
|                         |
| Localisation Île Quadra |